# جاك ليندسي (كاتب)
جاك ليندسي (بالإنجليزية: Jack Lindsay) هو ناقد أدبي وكاتب وشاعر أسترالي، ولد في 20 أكتوبر 1900 في ملبورن في أستراليا، وتوفي في 8 مارس 1990 في كامبريدج في المملكة المتحدة.